# Світова боксерська рада

Офіційне лого організації, серед інших, містить прапор України

Світова Боксерська Рада (англ. World Boxing Council, скор. WBC) одна з чотирьох головних організацій, що затверджує професійні боксерські бої разом з такими організаціями як Світова Боксерська Асоціація (СБА (англ. World Boxing Association, скор. WBA)), Міжнародна Боксерська Федерація (МБФ (англ. International Boxing Federation, скор. IBF)), Світова Боксерська Організація (СБО (англ. World Boxing Organization, скор. WBO)). Ця організація затвердила безліч історичних високопрофільних боїв за участі багатьох відомих боксерів, які визнавалися чемпіонами світу WBC. Ці організації визнають одна одну, а їхні історії вже переплітались протягом десятиліть.

## Історія
Світову Боксерську Раду було засновано 11 країнами: Сполучені Штати, Пуерто-Рико, Аргентина, Сполучене Королівство, Франція, Мексика, Філіппіни, Панама, Чилі, Перу, Венесуела та Бразилія. Представники цих країн провели зустріч в Мехіко 14 лютого 1963 року за запрошенням президента Мексики Адольфо Лопеза Матеоса, задля того, щоб об’єднати всі міжнародні комісії в одну організацію, яка б стежила за розвитком боксу. 
Наразі, до організації входить 161 країна. Чинним Президентом WBC є Маурисіо Сулейман. Його попередниками були Луї Спрота та Рамон Веласкес з Мексики, Джустіано Н. Монтано з Філіппін та Хосе Сулейман з Мексики з 1975 аж до його смерті у 2014 році.
У відповідь на російське вторгнення в Україну у 2022 році Рада заблокувала проведення поєдинків чемпіонату за участю російських і білоруських боксерів. 

## Чемпіонати
Зелений пояс чемпіона WBC зображає прапори 161 країн-членів організації. Всі пояси світових титулів виглядають однаково незалежно від вагової категорії; проте присутні деякі незначні відмінності у дизайні другорядних титулів та титулів з регіональним дизайном у одній ваговій категорії.
До WBC входять дев’ять регіональних контролюючих органів, таких як Північноамериканська боксерська федерація (ПАБФ), Федерація Боксу Східного та Тихого Океану (ФБСТО), ЄБС й Африканська Боксерська Рада (АБР).
Незважаючи конкуренцію, стосунки WBC з іншими офіційними організаціями пройшли перевірку часом і навіть планувалося об’єднання зі СБА. Об’єднуючі бої між чемпіонами WBC та чемпіонами інших організацій трапляються дедалі частіше. Впродовж всієї історії організації WBC дозволяла своїм чемпіонам брати участь у об’єднуючих боях з чемпіонами інших організацій, хоча й були випадки, коли організація робила все можливе, щоб не допустити проведення таких боїв. Також, впродовж багатьох років організація не дозволяла своїм бійцям здобувати чемпіонський пояс СБО. Якщо чемпіон СБО хотів битись за титул WBC, йому спочатку необхідно було відмовитись від поясу СБО. Сьогодні це правило вже не дійсне. 
1983 року після смерті Кіма Дук Ку внаслідок травм, отриманих після 14-ти раундів бою проти Рея Манчіні, WBC зменшила кількість раундів в чемпіонських боях з 15 до 12, що згодом перейняли й інші організації (для безпеки боксерів). 
До світових чемпіонів WBC входять такі беззаперечні чемпіони як Теренс Кроуфорд, Еррол Спенс -молодший, Джо Кальзаге, Флойд Мейвезер -молодший, Рой Джонс -молодший, Вільфред Бенітес, Вільфредо Гомес, Хуліо Сезар Чавес, Мухаммед Алі, Джо Фрейзер, Ларрі Холмс, Шугар Рей Леонард, Томас Хірнс, Майк Тайсон, Сальвадор Санчес, Гектор Камачо, Марвін Хаглер, Карлос Монсон, Родріго Вальдес, Роберто Дуран, Хуан Лапорт, Фелікс Трінідад, Едвін Росаріо, Бернард Хопкінс, Алексіс Аргуелло, Найджел Бенн, Леннокс Льюїс, Віталій Кличко, Ерік Моралез, Мігель Котто, Менні Пакьяо, Канело Альварез, Тоні Белью, Мейріс Брієдіс та Григорій Дрозд.
На свій розсуд WBC має право визначати та визнавати, за наявності двох третин голосів Ради керуючих, одного чи кількох почесних чемпіонів світу у кожній ваговій категорії. Таке визнання є довічним і надається лише теперішнім чи колишнім чемпіонам світу за версією WBC. Нагороду "Почесний чемпіон" протягом своєї кар'єри отримали такі боксери: Леннокс Льюїс, Віталій Кличко, Рой Джонс молодший, Бернард Хопкінс (почесний чемпіон), Міккель Кесслер, Серхіо Мартинес, Флойд Мейвезер молодший, Костя Цзю, Менні Пак'яо, Денні Гарсія, Ерік Моралес, Тошіакі Нісіока, Вік Дарчінян, Едгар Соса та Тоні Белью. Під час 51-ї конвенції WBC у Бангкоку, Таїланд, Флойд Мейвезер молодший був названий "Верховним Чемпіоном", звання, яке ніхто раніше не здобував.
WBC підтримала легітимність жіночого боксу, визнавши таких борців, як Крісті Мартін та Люсія Райкер, претендентами на титули чемпіона світу серед жінок у 16 вагових категоріях. Першою чемпіонкою світу за версією WBC (30 травня 2005 р.) стала супер легковаговик Джекі Нава з Мексики. Заручившись підтримкою батька, колишнього чемпіона, Лейла Алі виграла титул супер середньої ваги 11 червня 2005 року.
2020 року WBC створила проміжну категорію «Бріджервейт» (англ. Bridgerweight) до 224 фунтів (101,6 кг) у важкій вазі, обмеживши першу важку вагу вагою 86,2 кг (190 фунтів). Станом на серпень 2022 року нововведення не знайшло підтримки у інших боксерських організацій.
Срібний чемпіонат
В 2010 році WBC створила «Срібний чемпіонат» замість титулів тимчасового чемпіонства або першості. Джастін Саві був першим боксером, що виграв Срібний титул після перемоги над Сірілом Томасом 16 квітня 2010 року. На відміну від попередньої версії цього титулу, Срібний чемпіон не мав право автоматично здобувати повний титул чемпіона світу після того, як чемпіон покинув цей титул. WBC і далі визнає тимчасових, Срібних Чемпіонів і тимчасових Срібних Чемпіонів. Рік потому, WBC внесла Срібні версії до Міжнародних титулів. Станом на 2020 рік, існують Срібні титули жіночого світового титулу, молодіжного світового титулу, USNBC титулу, Латиноамериканського титулу, а також FECARBOX титулу. 
Діамантовий чемпіонат
У вересні 2009 року WBC створила свій новий пояс "Діамантовий чемпіонат". Цей пояс був створений для почесного чемпіонату виключно для нагородження переможця історичної боротьби між двома відомими та елітними боксерами. [4] Перший діамантовий пояс був вручений 14 листопада 2009 року Менні Пакьяо, який виграв свій 7-й титул чемпіона світу (у семи різних дивізіонах) шляхом технічного нокауту у 12-му раунді над Мігелем Котто у напівлегкій вазі в Лас-Вегасі, штат Невада, США. Серед інших володарів цього титулу - Майріс Брієдіс (у напівважкій вазі), Бернард Хопкінс (у напівважкій вазі), Каллум Сміт (у напівсередній вазі), Серхіо Мартінес та Канело Альварес (у середній вазі), Флойд Мейвезер молодший (у напівсередній вазі), Еррол Спенс молодший ( у напівсередній вазі), Регіс Програйс і Джош Тейлор (суперлегка вага), Ноніто Донаїр (у суперлегкій вазі та у легкій вазі), Лео Санта Крус (напівлегка вага), Жан Паскаль та Сергій Ковальов (напівважка вага), Майкі Гарсія (напівлегка та суперлегка вага), Хорхе Лінарес (легка вага) та Олександр Повєткін (важка вага). Серед діамантових чемпіонок серед жінок - Кларесса Шилдс (середня вага), Аманда Серрано (суперлегка вага), Ана Марія Торрес (легка вага), Раджа Амаше (суперлегка вага), Ава Найт та Джессіка Чавес (полегшена вага). Хоч цей титул і можна захищати, це не є обов’язковою вимогою. Титул також може бути звільнений у разі тривалої відсутності бійця або відходу з боксу.
Чемпіонат франшизи
У 2019 році чемпіонат з франшизи WBC був запроваджений для присудження почесного звання домінуючим чемпіонам, які представляли WBC, і є спеціальним титулом і статусом, яким WBC може відзначити чинного чемпіона світу WBC, який також є елітним і найкращим боксером. У червні WBC підтвердила свого першого в історії чемпіона Франшизи за версією WBC Саула «Канело» Альвареса, як першого в історії боксера середньої ваги, коронованого чемпіоном франшизи, який представляв WBC протягом 11 років з багатьма перемогами на захист титулу. Пізніше того ж року, 23 жовтня 2019 року, Василь «ХайТек» Ломаченко був названий другим в історії чемпіоном з франшизи WBC і першим у легкій вазі. Наступного року, 17 жовтня 2020 року, Василь Ломаченко програв пояс франшизи WBC непереможносу Теофімо Лопесу, після чого організація увінчала Лопеса третім боксером і другим чемпіоном франшизи WBC у легкій вазі. Буквально через кілька місяців Хуан Франсіско Естрада був названий четвертим в історії чемпіоном з франшизи WBC і першим у історії чемпіоном у суперлегкій вазі.
Вічний чемпіонат
Вічний чемпіонат WBC - це почесне звання, яке присуджується домінуючим чемпіонам, які ніколи не втрачали титул чемпіона світу та вийшли на пенсію без поразки, маючи солідну кількість успішних захистів титулу. Джизель Саланді була нагороджена вічним титулом, оскільки вона захищала титул WBC у суперлегкій вазі п'ять разів аж до своєї смерті 4 січня 2009 року. 12 грудня 2016 року Віталія Кличка було визнано "Вічним чемпіоном", оскільки він мав 10 успішних захистів титулу WBC у важкій вазі протягом своєї кар’єри до виходу на пенсію у 2013 році, і ніколи не був у нокдауні протягом усієї своєї кар’єри.
Пам’ятні пояси
WBC також вручає пам’ятні пояси певним боксерам як трофеї за перемогу в історичних боях або виставкових матчах. Нижче наведено адресатів пам’ятних поясів:
24K Gold - Флойд Мейвезер молодший (14 вересня 2013 р.) 
Смарагд - Флойд Мейвезер молодший (2 травня 2015 р.) 
Онікс - Джо Сміт молодший (17 грудня 2016 р.) 
Уйчол I - Канело Альварес (6 травня 2017 р.)
Гроші - Флойд Мейвезер молодший (26 серпня 2017 р.) 
Гуйчол II - Геннадій Головкін (16 вересня 2017 р.) 
Чіапанеко I - Геннадій Головкін (5 травня 2018 р.)
Чіапанеко II - Канело Альварес (15 вересня 2018 р.)
Майя I - Канело Альварес (4 травня 2019 р.)
Майя II - Тайсон Ф'юрі (14 вересня 2019 р.)
Мазахуа - Герої людства (5 травня 2020 р.)
Отомі - Хуліо Сезар Чавес (25 вересня 2020 р.)
Frontline Battle - Майк Тайсон та Рой Джонс молодший (28 листопада 2020 р.) 
Герой охорони здоров’я - Еррол Спенс молодший (5 грудня 2020 р.) 
Местізо - Канело Альварес (8 травня 2021 р.)
Джермалл Шарло (19 червня 2021 р.)

## Суперечливі випадки
На початку 1998 року Рой Джонс молодший оголосив про відмову від титулу WBC у напівважкій вазі. У відповідь WBC організувала поєдинок між Грасіано Роккігіані з Німеччини та колишнім чемпіоном Майклом Нанном, щоб віддати вільний пояс одному із бійців, санкціонуючи це як матч чемпіонату світу. 21 березня 1998 року Роккігіані виграв бій і отримав пояс WBC; у наступному рейтингу WBC він був внесений до списку "Чемпіон світу в напівважкій вазі".
Джонс, однак, передумав і подав запит до WBC про відновлення статусу чемпіона. У ході поновлення, яке порушило майже десяток їхніх власних правил, WBC дозволила відновити статус чемпіона Джонса. Роккігіані отримав лист від WBC, у якому повідомлялося, що зазначення його імені в статусі чемпіона було друкарською помилкою, і він ніколи не був офіційним власником титулу.
Роккігіані негайно подав позов проти WBC до федерального суду США, стверджуючи, що дії організації суперечать їхнім власним правилам і завдають шкоди його потенційному заробітку (через зниження професійного статусу). 7 травня 2003 року суддя виніс рішення на користь Роккігіані, присудивши йому компенсацію у розмірі 30 мільйонів доларів США та відновивши його як колишнього чемпіона WBC (Роккігіані програв поєдинок після матчу за титул WBC).
Наступного дня WBC звернулася за захистом, подавши заяву про банкрутство відповідно до глави 11 (тобто реструктуризацію корпоративного боргу) у Пуерто-Рико. Наступні 13 місяців організація намагалася домовитися з Роккігіані про 6-значну суму врегулювання, але спочатку боєць відхилив цю пропозицію.
11 червня 2004 року WBC оголосила про початок процедури банкрутства відповідно до глави 7 (тобто закриття бізнесу та повного розпродажу активів), що фактично загрожує його існуванню. Ця дія спонукала деяких представників боксерського співтовариства просити Роккігіані вирішити спір, що він і зробив у середині липня 2004 року.
Дон Кінг
Багато представників боксерського співтовариства звинувачують WBC у тому, що вони порушували свої правила на користь популярного промоутера боксу Дона Кінга. Журналіст Джек Ньюфілд писав: "... [президент WBC Хосе Сулейман] став радше молодшим партнером Кінга, замість того, щоб бути його незалежним регулятором". [5] Інший журналіст, Пітер Хеллер, повторює цей коментар: "Сулайман ... став для Дон Кінга трохи більше, ніж хлопчиком на побігеньках". [6] Геллер цитує британського промоутера Міккі Даффа: "Я обурений тому, що Хосе Сулейман не радий, що його друг Дон Кінг є найбільшим промоутером у боксі. Сулейман же буде щасливий лише тоді, коли Дон Кінг залишиться єдиним промоутер у боксі" [6].
Ньюфілд і Хеллер також ставили під сумнів такі дії WBC:
·        Коли Леон Спінкс виграв чемпіонат WBA та WBC у важкій вазі у бої проти Мухаммеда Алі в 1978 році, WBC позбавило Леона Спінкса титулу. Хосе Сулейман сказав, що WBC зробило це, тому що Спінкс був підписаний на матч-реванш з Алі замість того, щоб битися з бійцем Дона Кінга, Кеном Нортоном. Нортон захищав титул WBC проти іншого бійця Дон Кінга, Ларрі Холмса, який виграв пояс. [5]
·        У 1983 році чемпіон WBC у напівлегкій вазі Боббі Чакон мав битись з Корнеліусом Бозою-Едвардсом, обов’язковим претендентом WBC на його титул. Але промоутер Дон Кінг хотів, щоб його боєць, Гектор Камачо, боровся за титул. Хоча правила WBC говорили, що обов'язковий претендент повинен отримати право на бій за звання чемпіона, WBC відкликало свою санкцію з бою. Це позбавило Чакона його титулу за відмову битися з Камачо. [6]
·        Відповідно до правил WBC, боєць повинен захищати свій титул від обов'язкового претендента принаймні раз на рік. Для бійців, якими керував Дон Кінг, це правило часто ігнорувалось. Наприклад, Алексісу Аргуелло та Карлосу Зарате було дозволено ігнорувати свої зобов’язання як чемпіонів WBC перед своїми обов’язковими претендентами [5].
·        Коли чемпіон WBC у напівлегкій вазі Хуліо Сезар Чавес хотів битися з головним претендентом Роджером Мейвезером за промоутера, відмінного від Дона Кінга, WBC відмовилось санкціонувати цей бій, поки Дон Кінг не став промоутером. [5]
·        Коли Майк Тайсон програв Джеймсу "Бастеру" Дугласу під час захисту чемпіонату IBF, WBC та WBA у важкій вазі, Кінг переконав WBC (разом з WBA) відмовитись визнати Дугласа чемпіоном у важкій вазі. Кінг стверджував, що Тайсон виграв бій, завдавши нокдаун Дугласу, після чого арбітр дав Дугласу "довгий підрахунок" на підняття на ноги. Суддя Октавіо Мейран заявляє в доповідній заяві, що Кінг погрожував, що WBC утримає оплату його готельних рахунків, якщо вони не підтримають протест Кінга. [7] Через сильний тиск і WBA, і WBC відступили і визнали Дугласа чемпіоном.
·        У 1992 році WBC погрожувало позбавити Евандера Холіфілда титулу за захист проти Ріддіка Боу замість Рейзера Раддока. Холіфілд отримав ухвалу суду для зупинення організації. У записі постійній підкомісії Сенату США з розслідувань Холіфілд сказав, що WBC хотіло, щоб він захищав свою першість проти Раддока, оскільки Раддок мав Кінга у ролі менеджера. [8]
·        В 1990 -х роках WBC не дозволяла своїм чемпіонам брати участь у поєдинках з чемпіонами WBO. Однак у 1993 році розбірка супер середньої ваги між чемпіоном WBC Найджелом Бенном та чемпіоном WBO Крісом Юбанком, яку просунув Дон Кінг, була визнана WBC поєднанням титулу. Поєдинок закінчився нічиєю, і бійці зберегли свої титули. 
·        Коли Майк Тайсон був звільнений з в'язниці у 1995 році, WBC визнала його своїм претендентом №1 на першість у важкій вазі. Тайсон не бився чотири роки, але тим не менш Дон Кінг його просунув. [10]
·        У 1993 році Хуліо Сезар Чавес, з Доном Кінгом у ролі менеджера, отримав нічию більшістю голосів проти Пернелла Вітакера у їхньому бою за титул чемпіона світу за версією WBC у Сан -Антоніо, Техас. Практично у кожного спостерігача за рингом та аналітика з боксу Уітакер виграв щонайменше 8 або 9 раундів у 12-раундному поєдинку, а статистика CompuBox показала, що Уітакер переважає Чавеса з великим відривом. Але двоє із трьох суддів нарахували нічию по очках. Кінг промоутив цей бій, а двоє суддів не були призначені боксерською комісією штату (в даному випадку Техасом), як це зазвичай робилось; натомість вони були призначені WBC. Повідомлялося, що Дон Кінг допомагав обрати суддів WBC для цього бою [11]. Донині ця нічия вважається одним із найбільш суперечливих рішень.
·        У 2000 році Чавес, з Кінгом у ролі менеджера, став обов’язковим претендентом на титул Костя Цзю в суперлегкій вазі за версією WBC. Хоча Чавес не задовольняв всіх вимог щодо обов'язкового претендента: він не боровся у суперлегкій вазі два роки, нещодавно програв підмайстру боксеру Віллі Уайзу і не обіграв найкращого претендента, оскільки вперше програв Оскару Де Ла Хойї 1996 рік.
·        У 2005 році WBC позбавило Хав’єра Кастільєхо титулу супер напівсередньої ваги, який він здобув у двобію з Фернандо Варгасом, а не Рікардо Майорга, якого просував Дон Кінг. WBC дало право Майоргу на титул у супер напівсередній вазі, попри те, що він жодного разу не бився у цій вагові категорії, а також програв два з трьох поєдинків до цього. 

## Актуальні чемпіони версії WBC
| Чемпіони світу WBC — станом на 18.8.2022    |                              |                                       |                           |                     |  |
| категорія                                   | ваговий ліміт                | чемпіон світу                         | держава                   | дата здобуття пояса |  |
| Важка вага (heavyweight)                    | понад 200 фунтів (90.719 кг) | Олександр Усик                        | Україна                   | 18 травня 2024      |  |
| Бріджервейт (Bridgerweight)                 | до 224 фунтів (101.6 кг)     | Кевін Лерена                          | ПАР                       | 8 жовтня 2024       |  |
| Перша важка вага (cruiserweight)            | до 190 фунтів (90.2 кг)      | Ноель Ґевор Мікаелян                  | Німеччина                 | 4 листопада 2023    |  |
| Напівважка вага (light heavyweight)         | до 175 фунтів (79,379 кг)    | Артур Бетербієв                       | Росія Канада              | 18 жовтня 2019      |  |
| Друга середня вага (super middleweight)     | до 168 фунтів (76,204 кг)    | Сауль Альварес                        | Мексика                   | 19 грудня 2020      |  |
| Друга середня вага (super middleweight)     | до 168 фунтів (76,204 кг)    | Девід Бенавідес                       | США                       | 21 травня 2022      |  |
| Середня вага (middleweight)                 | до 160 фунтів (72,575 кг)    | Карлос Адамес                         | Домініканська Республіка  | 7 травня 2024       |  |
| Перша середня вага (super welterweight)     | до 154 фунтів (69,853 кг)    | Себастьян Фундора                     | США                       | 30 березня 2024     |  |
| Напівсередня вага (welterweight)            | до 147 фунтів (66,678 кг)    | Маріо Барріос                         | США                       | 18 червня 2024      |  |
| Перша напівсередня (super lightweight)      | до 140 фунтів (63,503 кг)    | Альберто Пуельйо                      | Домініканська Республіка  | 24 червня 2024      |  |
| Легка вага (lightweight)                    | до 135 фунтів (61,235 кг)    | Шакур Стівенсон                       | США                       | 16 листопада 2023   |  |
| Друга напівлегка вага (super featherweight) | до 130 фунтів (58,967 кг)    | Робсон Консейсао                      | Бразилія                  | 6 липня 2024        |  |
| Напівлегка вага (featherweight)             | до 126 фунтів (57,153 кг)    | Брендон Фігероа                       | США                       | 18 жовтня 2024      |  |
| Друга легша вага (super bantamweight)       | до 122 фунтів (55,338 кг)    | Іноуе Наоя                            | Японія                    | 25 липня 2023       |  |
| Легша вага (bantamweight)                   | до 118 фунтів (53,524 кг)    | Накатані Дзюнто                       | Японія                    | 24 лютого 2024      |  |
| Друга найлегша вага (super flyweight)       | до 115 фунтів (52,163 кг)    | Джессі Родрігес                       | США                       | 29 червня 2024      |  |
| Найлегша вага (flyweight)                   | до 112 фунтів (50,802 кг)    | Терадзі Кенсіро                       | Японія                    | 13 жовтня 2024      |  |
| Найлегша вага (flyweight)                   | до 112 фунтів (50,802 кг)    | Перша найлегша вага (light flyweight) | до 108 фунтів (48,988 кг) | Вакантно            |  |
| Мінімальна вага (minimumweight)             | до 105 фунтів (47,627 кг)    | Мелвін Єрусалем                       | Філіппіни                 | 31 березня 2024     |  |